# Leo Sotorník
Leo Sotorník (Csehszlovákia, Vitkovice/Ostrava, 1926. április 11.–Prága, 1998. március 14.) csehszlovák olimpiai bronzérmes tornász.

## Pályafutása
1954-ben, a Rómában rendezett tornász világbajnokságon a lóugrásban aranyérmes.

### Olimpiai játékok
1948. évi nyári olimpiai játékok torna, egyéniben a lóugrásban hármas holtversenyben (Pataki Ferenc, Mogyorósi-Klencs János a 3. helyet (38,50) szerezte meg.
1952. évi nyári olimpiai játékok torna sportágában résztvevő.

## Külső hivatkozások
- Leo Sotorník. sports-reference.com. [2020. április 17-i dátummal az eredetiből archiválva]. (Hozzáférés: 2015. október 7.)